# Innsbrucker TV
Der Innsbrucker Turnverein, kurz Innsbrucker TV oder ITV, ist ein Sportverein aus der Tiroler Landeshauptstadt Innsbruck in Österreich und wurde 1849 als Deutscher Turnverein Innsbruck gegründet.

## Geschichte
Der Wiener Turner F. A. Lerth traf gegen Ende März 1844 in Innsbruck ein und begann in den ersten Tagen des April in den Nebenlokalitäten des Redoutensaales mit seinen Unterweisungen in der Turnkunst. Im Frühjahr 1847 wird mit Josef Dobrowitsch zum ständischen Turnlehrer ernannt. Am 8. Oktober 1849 wird mit dem Innsbrucker Turnverein der erste Innsbrucker Turnverein in der Gastwirtschaft Kammerlander gegründet, der ein Jahr später im Oktober 1850 wieder aufgelöst wurde. Im Jahr 1863 wird der gleiche Verein wieder neu gegründet.

## Fußball
Im Jahr 1920 erfolgte der geschlossene Beitritt der SV-Innsbruck-Mitglieder zum Innsbrucker Turnverein (ITV), und man spielte fortan unter dem Namen Sportabteilung des ITV. 1920/21 und in der einrundigen Meisterschaft 1922 holte die Sportabteilung des ITV den Meistertitel. Durch die immer mehr in den Vordergrund tretenden Spannungen, hervorgerufen durch das Bestehen des Deutschen Turnerbundes auf den Arierparagraphen, erfolgte der geschlossene Austritt der Fußballer aus dem ITV, und die Umbenennung in Sportverein Innsbruck, unter dessen Namen der Verein wieder ab 3. Dezember 1922 auftrat. In den Spielsaisonen von 1922/23 bis 1926/27 gelang es der Kampfmannschaft, den Titel des Tiroler Meisters ohne Unterbrechung zu gewinnen.

## Volleyball
Der Turnverein gewann in einer Spielgemeinschaft mit dem Innsbrucker AC die österreichische Volleyballmeisterschaft 1986 der Frauen und wurde 1983 und 1984 österreichischer Volleycupsieger der Frauen.
Erfolge
- 1 × Österreichischer Frauenmeister: 1986
- 2 × Österreichischer Frauencupsieger: 1983, 1984